# リッスン・ライク・シーヴズ (曲)
「リッスン・ライク・シーヴズ」（Listen Like Thieves）は、オーストラリアのロック・バンドINXSの3枚目のアルバム『リッスン・ライク・シーヴズ (Listen Like Thieves)』に収録したタイトル曲で、1986年にアルバムからの3枚目のシングルとしてリリースされた楽曲。シングルのB面には、映画『クロコダイル・ダンディー』のサウンドトラックに使用された「ディファレント・ワールド (Different World)」が収められた。シングルは1986年にリリースされたが、いち早くアルバムに収録されて公開されたのは1985年10月であった。
この曲は、全英シングルチャートでは最高46位まで上昇した。

## B面曲
7インチ・シングルのB面には、オーストラリアでは「ディファレント・ワールド (Different World) 」が収められて1986年6月にリリースされたが、UK盤、US盤では「ビーゴットゥン (Begotten)」が収録されたほか、日本盤では1分足らずの短い曲「シックス・ノッツ (Six Knots)」と「ワン・シング (The One Thing)」のライヴ版が収録された、さらに各国で様々なバリエーションがあり、加えて12インチ盤、EP盤などで収録曲が異なる多様なバージョンが存在する。

## チャート
| チャート（1986年）               | 最高位 |
| -------------------------------- | ------ |
| オーストラリア (ARIA)            | 28     |
| UK シングルス (OCC)              | 46     |
| US Billboard Hot 100             | 54     |
| US Album Rock Tracks (Billboard) | 12     |

## カバー
ウォズ (ノット・ウォズ)は、1992年にベスト・アルバム『ハロー・ダッド…アイム・イン・ジェイル』をプロモートするためのカバー・シングルとしてこの曲を取り上げた。このバージョンは全英シングルチャートで最高58位まで上昇した。
| チャート（1992年）  | 最高位 |
| ------------------- | ------ |
| UK シングルス (OCC) | 58     |